# 广州市革命委员会
广州市革命委员会是广州市文化大革命期间最高国家权力机关。

## 历史
1968年2月21日，广州市革命委员会成立。委员100名，常务委员29名。1971年2月，名义上恢复中共广州市委。

## 领导
主任：黄荣海（-1972年10月）、焦林义（1972年10月-）
副主任：阳震、焦林义、张荣亭、孙亦武、钟叙本等。